# Crotone
Crotone er en af de største byer i den sydlige del af Italien med 58.445(2023) indbyggere.